# Championnats d'Amérique centrale et des Caraïbes d'athlétisme 1991
Les 13es Championnats d'Amérique centrale et des Caraïbes d'athlétisme ont eu lieu à Xalapa, au Mexique, en 1991. La ville se situant à 1 400 mètres d'altitude, les performances sont donc considérées comme ayant été réalisées en altitude.

## Résultats

### Hommes
| Épreuve | Or                          | Or                 | Argent                    | Argent         | Bronze                              | Bronze                              |
| --- | --------------------------- | ------------------ | ------------------------- | -------------- | ----------------------------------- | ----------------------------------- |
| 100 m | John Mair Jamaïque          | 10 s 56            | Eduardo Nava Mexique      | 10 s 70        | Henrico Atkins Barbade              | 10 s 74                             |
| 200 m | Windell Dobson Jamaïque     | 21 s 22            | Joseph Styles Bahamas     | 21 s 38        | Eduardo Nava Mexique                | 21 s 39                             |
| 400 m | Seymour Fagan Jamaïque      | 46 s 11            | Carmel Walderon Dominique | 46 s 56        | Anthony Wallace Jamaïque            | 46 s 76                             |
| 800 m | Steven Roberts Barbade      | 1 min 49 s 63      | Luis Toledo Mexique       | 1 min 49 s 79  | Leobardo Pérez Mexique              | 1 min 50 s 27                       |
| 1 500 m | Linton McKenzie Jamaïque    | 3 min 48 s 83      | Sergio Rodríguez Mexique  | 3 min 49 s 09  | Gilberto Merchant Mexique           | 3 min 51 s 71                       |
| 5 000 m | Armando Quintanilla Mexique | 14 min 17 s 00     | Rubén García Mexique      | 14 min 27 s 93 | Alberto Paredes Guatemala           | 14 min 48 s 73                      |
| 10 000 m | Dionicio Cerón Mexique      | 29 min 28 s 81 CR  | Isaac García Mexique      | 29 min 52 s 59 | Alberto Paredes Guatemala           | 30 min 38 s 28                      |
| 3 000 m steeple | Adalberto Vélez Mexique     | 9 min 00 s 20      | Héctor Arias Mexique      | 9 min 12 s 10  | Dagoberto Yumán Panama              | 9 min 41 s 70                       |
| 110 m haies | Anthony Knight Jamaïque     | 14 s 29            | Roberto Carmona Mexique   | 14 s 66        | Armando Jiménez Mexique             | 15 s 23                             |
| 400 m haies | Domingo Cordero Porto Rico  | 49 s 12 CR         | Mark Thompson Jamaïque    | 51 s 52        | Raúl Huitrón Mexique                | 51 s 60                             |
| Saut en hauteur | Carlos Arzuaga Porto Rico   | 2,11 m             | Jorge Martínez Mexique    | 2,05 m         | Alberto Valdéz Mexique              | 1,95 m                              |
| Saut à la perche | Edgar Díaz Porto Rico       | 5,39 m CR          | Antonio García Mexique    | 4,90 m         | Guillermo Salgado Mexique           | 4,90 m                              |
| Saut en longueur | Elmer Williams Porto Rico   | 7,94 m             | Ron Chambers Jamaïque     | 7,88 m (w)     | Craig Hepburn Bahamas               | 7,71 m (w)                          |
| Triple saut | Wendell Lawrence Bahamas    | 16,79 m            | Edward Cruden Suriname    | 15,70 m        | Gerardo Guevara Mexique             | 15,37 m                             |
| Lancer du poids | Francisco Ball Porto Rico   | 17,50 m            | Carlos Rodríguez Mexique  | 14,93 m        | Jaime Comandari Salvador            | 14,80 m                             |
| Lancer du disque | Herbert Rodríguez Salvador  | 46,46 m            | Francisco Ayala Mexique   | 44,74 m        | Dave Grant Jamaïque                 | 42,04 m                             |
| Lancer du marteau | Guillermo Guzmán Mexique    | 64,58 m            | Julián Núñez Ríos Mexique | 45,62 m        | Daniel Marcial Mexique              | 45,00 m                             |
| Lancer du javelot | Juan de la Garza Mexique    | 75,78 m            | Martín Castillo Mexique   | 69,92 m        | Kevin Smith Bahamas                 | 64,46 m                             |
| Décathlon | José Román Porto Rico       | 6 438 pts          | Armando Jiménez Mexique   | 6 101 pts      | Seulement deux médailles attribuées | Seulement deux médailles attribuées |
| 20 km marche | Alberto Cruz Mexique        | 1 h 27 min 09 s CR | Víctor Sánchez Mexique    | 1 h 30 min 10  | José León Salvador                  | 1 h 41 min 53                       |
| 4 × 100 m | Mexique                     | 39 s 99            | Jamaïque                  | 40 s 33        | Barbade                             | 40 s 59                             |
| 4 × 400 m | Bahamas                     | 3 min 06 s 08      | Mexique                   | 3 min 07 s 74  | Jamaïque                            | 3 min 08 s 14                       |
| Records et Performances - AR : Record continental (area record) - CR : Record des championnats (championship record) - MR : Record du meeting (meet record) - NR : Record national (national record) - OR : Record olympique (olympic record) - PR : Record paralympique (paralympic record) - PB : Record personnel (personal best) - SB : Meilleure performance personnelle de la saison (season's best) - WL : Meilleure performance mondiale de l'année (world leader) - WJR : Record du monde junior (world junior record) - WR : Record du monde (world record) Circonstances et Conditions - DNF : N'a pas terminé (did not finish) - DNS : N'a pas pris le départ (did not start) - DQ : Disqualification (disqualification) - NM : Aucun essai valable enregistré (No Mark) - Q : Qualifié « directement » au prochain tour (ou à la prochaine compétition), lors d'une compétition majeure, grâce au classement ou à la réalisation des minima (automatic qualifier) - q : Qualifié au prochain tour (ou à la prochaine compétition), lors d'une compétition majeure, grâce au repêchage ou à la réalisation de l'une des meilleures performances parmi celles des « non qualifiés directement » (grâce au meilleur temps ou à la meilleure distance par exemple) (secondary qualifier) |                             |                    |                           |                |                                     |                                     |

### Femmes
| Épreuve | Or                                         | Or                | Argent                          | Argent         | Bronze                                       | Bronze                              |
| --- | ------------------------------------------ | ----------------- | ------------------------------- | -------------- | -------------------------------------------- | ----------------------------------- |
| 100 m | Cheryl-Ann Phillips Jamaïque               | 11 s 83           | Andrea Lloyd Jamaïque           | 11 s 91        | Alejandra Flores Mexique                     | 12 s 18                             |
| 200 m | Merlene Frazer Jamaïque                    | 23 s 63           | Vivienne Spence Jamaïque        | 24 s 03        | Alma Vázquez Mexique                         | 25 s 08                             |
| 400 m | Cathy Rattray-Williams Jamaïque            | 53 s 37           | Catherine Scott Jamaïque        | 53 s 39        | Jessica de la Cruz Porto Rico                | 55 s 38                             |
| 800 m | Angelita Lind Porto Rico                   | 2 min 05 s 96     | Cathy Rattray-Williams Jamaïque | 2 min 07 s 43  | Irma Betancourt Mexique                      | 2 min 07 s 44                       |
| 1 500 m | María Luisa Servín Mexique                 | 4 min 26 s 98     | Angelita Lind Porto Rico        | 4 min 31 s 65  | Bigna Samuel Saint-Vincent-et-les-Grenadines | 4 min 32 s 61                       |
| 3 000 m | María Luisa Servín Mexique                 | 9 min 28 s 02 CR  | Benita Pérez Mexique            | 9 min 51 s 22  | Trinidad Galeana Mexique                     | 9 min 46 s 98                       |
| 10 000 m | Paola Carrera Mexique                      | 35 min 02 s 10 CR | Benita Pérez Mexique            | 35 min 04 s 75 | Trinidad Galeana Mexique                     | 35 min 31 s 92                      |
| 100 m haies | Gillian Russell Jamaïque                   | 13 s 99           | Dionne Rose Jamaïque            | 14 s 00        | Maríana Carmona Mexique                      | 15 s 03                             |
| 400 m haies | Deon Hemmings Jamaïque                     | 57 s 64 CR        | Kareth Smith Jamaïque           | 59 s 19        | Larissa Soto Guatemala                       | 59 s 79 NR                          |
| Saut en hauteur | Cristina Fink Mexique                      | 1,86 m            | Judy McDonald Bahamas           | 1,76 m         | Rita Solís Mexique                           | 1,70 m                              |
| Saut en longueur | Flora Hyacinth Îles Vierges des États-Unis | 6,65 m =CR        | Dionne Rose Jamaïque            | 6,08 m         | Solange Ostiana Antilles néerlandaises       | 6,04 m (w)                          |
| Lancer du poids | Lilliam Rivera Porto Rico                  | 14,08 m           | Rosa Salas Mexique              | 12,93 m        | Dulce Flores Mexique                         | 11,96 m                             |
| Lancer du disque | Lilliam Rivera Porto Rico                  | 48,52 m           | Laura Aguiñaga Mexique          | 45,06 m        | Verónica Peña Mexique                        | 42,58 m                             |
| Lancer du javelot | Laverne Eve Bahamas                        | 47,60 m           | Martha Blanco Mexique           | 42,56 m        | Carolina Valenzuela Mexique                  | 41,68 m                             |
| Heptathlon | Larissa Soto Guatemala                     | 4 591 pts NR      | Silvia Barreto Mexique          | 4 231 pts (w)  | Lourdes Villanueva Mexique                   | 3 957 pts (w)                       |
| 10000 m marche | María Colín Mexique                        | 49 min 15 s 94    | Eva Machuca Mexique             | 50 min 02 s 72 | Rosario Sánchez Mexique                      | 51 min 45 s 99                      |
| 4 × 100 m | Jamaïque                                   | 44 s 54 CR        | Mexique                         | 46 s 57        | Seulement deux médailles attribuées          | Seulement deux médailles attribuées |
| 4 × 400 m | Jamaïque                                   | 3 min 38 s 18     | Mexique                         | 3 min 48 s 16  | Seulement deux médailles attribuées          | Seulement deux médailles attribuées |
| Records et Performances - AR : Record continental (area record) - CR : Record des championnats (championship record) - MR : Record du meeting (meet record) - NR : Record national (national record) - OR : Record olympique (olympic record) - PR : Record paralympique (paralympic record) - PB : Record personnel (personal best) - SB : Meilleure performance personnelle de la saison (season's best) - WL : Meilleure performance mondiale de l'année (world leader) - WJR : Record du monde junior (world junior record) - WR : Record du monde (world record) Circonstances et Conditions - DNF : N'a pas terminé (did not finish) - DNS : N'a pas pris le départ (did not start) - DQ : Disqualification (disqualification) - NM : Aucun essai valable enregistré (No Mark) - Q : Qualifié « directement » au prochain tour (ou à la prochaine compétition), lors d'une compétition majeure, grâce au classement ou à la réalisation des minima (automatic qualifier) - q : Qualifié au prochain tour (ou à la prochaine compétition), lors d'une compétition majeure, grâce au repêchage ou à la réalisation de l'une des meilleures performances parmi celles des « non qualifiés directement » (grâce au meilleur temps ou à la meilleure distance par exemple) (secondary qualifier) |                                            |                   |                                 |                |                                              |                                     |

## Tableau des médailles
| Rang | Nation                          | Or | Argent | Bronze | Total |
| ---- | ------------------------------- | -- | ------ | ------ | ----- |
| 1    | Mexique                         | 12 | 25     | 21     | 58    |
| 2    | Jamaïque                        | 12 | 10     | 3      | 25    |
| 3    | Porto Rico                      | 9  | 1      | 1      | 11    |
| 4    | Bahamas                         | 3  | 2      | 2      | 7     |
| 5    | Guatemala                       | 1  | 0      | 3      | 4     |
| 6    | Barbade                         | 1  | 0      | 2      | 3     |
| 6    | Salvador                        | 1  | 0      | 2      | 3     |
| 8    | Îles Vierges des États-Unis     | 1  | 0      | 0      | 1     |
| 9    | Dominique                       | 0  | 1      | 0      | 1     |
| 9    | Suriname                        | 0  | 1      | 0      | 1     |
| 11   | Saint-Vincent-et-les-Grenadines | 0  | 0      | 1      | 1     |
| 11   | Antilles néerlandaises          | 0  | 0      | 1      | 1     |
| 11   | Panama                          | 0  | 0      | 1      | 1     |